# USS Carl Vinson (CVN-70)
USS Carl Vinson (CVN-70) – trzeci lotniskowiec typu Nimitz amerykańskiej marynarki, nazwany imieniem Carla Vinsona, wieloletniego członka Izby Reprezentantów Stanów Zjednoczonych. Jego budowę rozpoczęto 11 października 1975 roku w stoczni Newport News Shipbuilding & Dry Dock Co, zwodowany został w marcu 1980 roku. Do służby został przyjęty w 1982 roku. W latach 2005–2009 przeszedł remont związany z wymianą paliwa jądrowego. W styczniu 2010 r. lotniskowiec został wysłany na Haiti w ramach amerykańskiej pomocy po trzęsieniu ziemi.
Z tego lotniskowca zrzucono ciało Usamy ibn Ladina do Oceanu Indyjskiego.
W 2021 roku lotniskowiec ukończył 17-miesięczny remont połączony z przystosowaniem go do bazowania samolotów F-35C Lightning, po czym jako pierwszy w Marynarce USA przyjął na pokład eskadrę tych samolotów VFA-147 Argonauts i wyruszył z nią w rejs operacyjny na Pacyfik.

## Dane podstawowe
- Szerokość pokładu startowego: 76,8 m;
- Katapulty: 4 parowe typu C13-1;
- Załoga: 3 300 załoga pokładowa i 3 000 personelu lotniczego, w sumie maksymalnie na okręcie może przebywać 6 400 żołnierzy i oficerów.